# معلم کوچک
معلم کوچک (انگلیسی: The Little Teacher) فیلمی کوتاه به کارگردانی مک سنت محصول سال ۱۹۱۵ کشور ایالات متحده آمریکا است.

## بازیگران
- میبل نورماند
- راسکو آرباکل
- مک سنت
- بابی دان
- اوون مور
- بیلی براک‌ویل (در عنوان‌بندی نیامده)
- ویوین ادواردز (در عنوان‌بندی نیامده)
- فرانک هیز (در عنوان‌بندی نیامده)
- فرانک آپرمن (در عنوان‌بندی نیامده)